# Tørbatteri
Et tørbatteri er et batteri, hvor elektrolytten er gjort til en stiv gel og er blevet indkapslet så den ikke lækker.